# 楠正弘
楠 正弘（くすのき まさひろ、1921年7月10日-2009年7月20日）は、日本の宗教学者。東北大学名誉教授。
京都府綾部市出身。浄土真宗の寺に生まれる。東北大学大学院文学部特別研究生博士課程修了。東北大学教養部助教授、文学部日本文化研究施設教授。79年「信仰の形成と本質構造」で東北大学文学博士。85年定年退官、名誉教授、武蔵野女子大学教授。堀一郎に師事し、宗教学から民間信仰へと研究を進めた。

## 著書
- 『下北の宗教』未来社 1968
- 『理性と信仰 自然的宗教』未来社 1974
- 『庶民信仰の世界 恐山信仰とオシラサン信仰』未来社 1984
- 『文化学としての日本学』創文社 1993
- 『仏教信仰と民俗信仰 シャマニズム論をめぐって』創文社 2009

### 編著
- 『堀一郎著作集』全8巻 編 未来社 1981-2007
- 『解脱と救済』編著 平楽寺書店 1983
- 『宗教現象の地平 人間・思想・文化』編 岩田書院 1995

### 翻訳
- ミルチア・エリアーデ『オカルティズム・魔術・文化流行』池上良正共訳 未来社 1978

## 論文
- Cinii